# Geocalamus acutus
Geocalamus acutus là một loài bò sát trong họ Amphisbaenidae. Loài này được Sternfeld mô tả khoa học đầu tiên năm 1912.